# Volar Airlines
Volar Airlines (code AITA : XO ; code OACI : LTE) est une compagnie aérienne espagnole, fondée en 1987, qui a succédé à LTE International Airways.

## Historique
La compagnie aérienne a été fondée le 29 avril 1987 par LTU. En mai 2001, LTU vendit LTE à des hommes d'affaires espagnols et italiens qui la rebaptisèrent Volar Airlines en 2003. Rebaptisée LTE International Airways à nouveau.